# Grafenbach-Sankt Valentin
Grafenbach-Sankt Valentin là một thị xã thuộc huyện Neunkirchen trong bang Niederösterreich.